# Florynka
Florynka ist eine Ortschaft mit einem Schulzenamt der Landgemeinde Grybów im Powiat Nowosądecki der Woiwodschaft Kleinpolen in Polen.

## Geographie
Der Ort liegt in den Niederen Beskiden entlang des Flusses Mostysza, nahe ihrer Mündung in die Biała. Die Nachbarorte sind Binczarowa im Westen, Kąclowa im Norden, Wąwrzka im Nordosten, Brunary im Südosten, sowie Polany im Süden.

## Geschichte
Der Ort wurde im Jahr 1391 als Flornicowa erstmals urkundlich erwähnt, als er vom König Władysław II. Jagiełło an das Bistum Krakau verliehen wurde. Der Ortsname tauchte  nur noch einmal 1529 als Florencia im Land Muszyna auf, vor der Wiedergründung von Klemens Worgacz im Jahr 1574 unter dem heutigen Namen, nach dem Walachischen Recht. Der ursprüngliche besitzanzeigende Name war vom Personennamen *Florynek (= Florian(us)) abgeleitet.
Das Dorf blieb im Besitz des Bistums Krakau und gehörte administrativ zum Königreich Polen (ab 1569 in der Adelsrepublik Polen-Litauen), Woiwodschaft Krakau, Kreis Sącz.
Nach der Ersten Teilung Polens kam Florynka zum neuen Königreich Galizien und Lodomerien des habsburgischen Kaiserreichs (ab 1804). Nach der Aufhebung der Patrimonialherrschaften bildete es eine Gemeinde im Bezirk und Gerichtsbezirk Grybów.

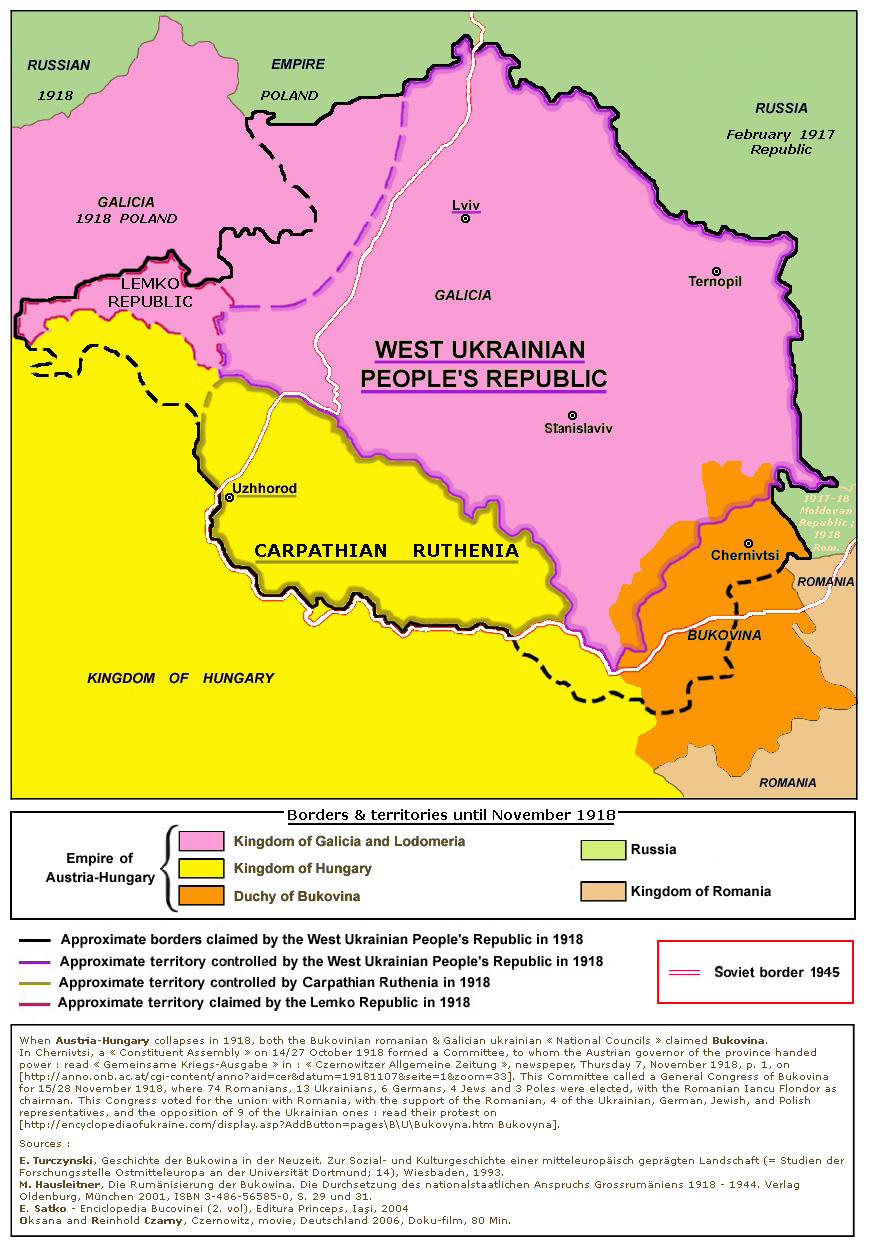
Rote Linie: Lemko Republic vom 5. Dezember 1918 bis 1919 bzw. 1920

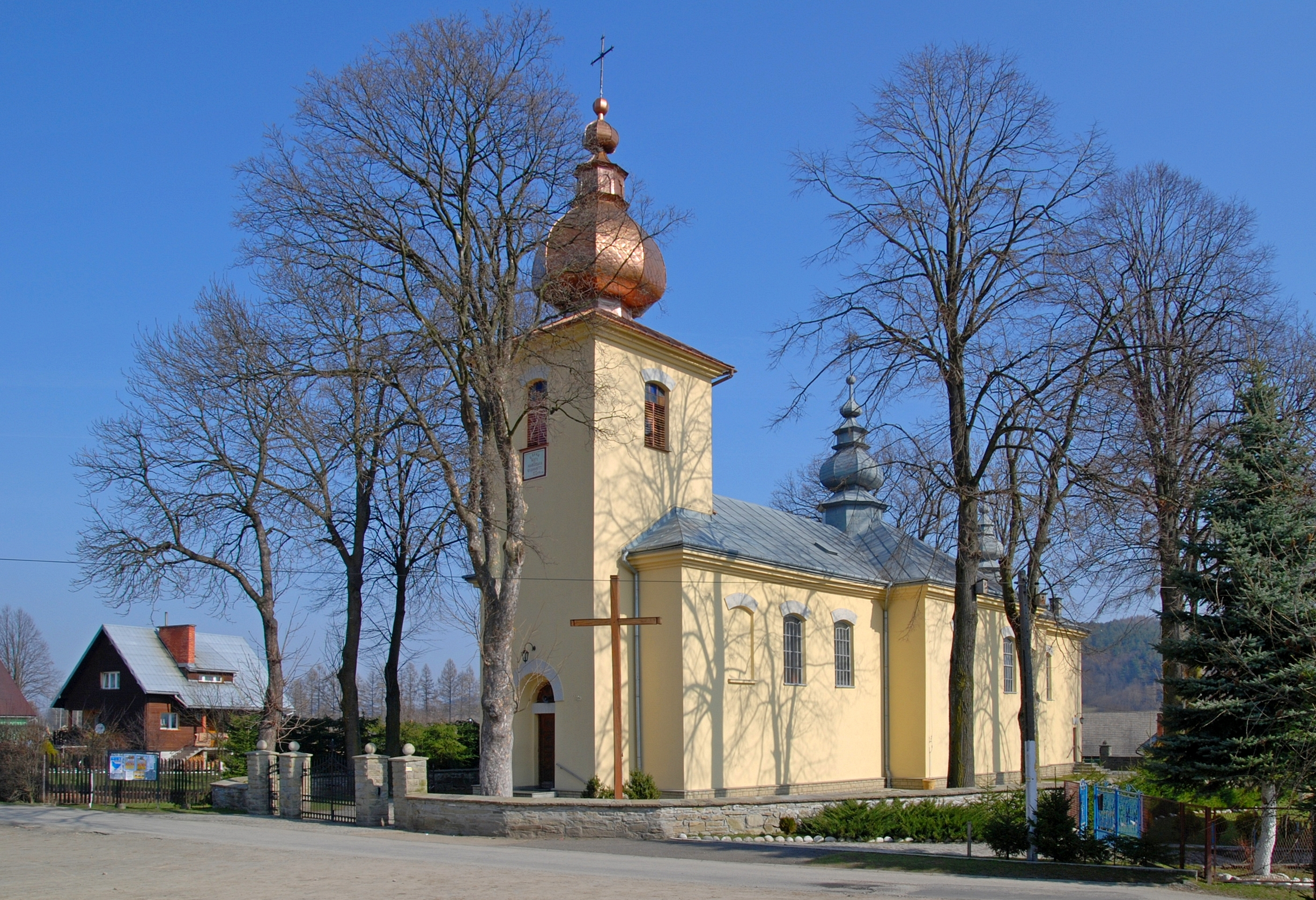
Ehemalige griechisch-katholische Kirche

1918, nach dem Ende des Ersten Weltkriegs und dem Zusammenbruch der k.u.k. Monarchie, kam Florynka zu Polen. Am 5. Dezember 1918 fand dort eine Kundgebung der Vertreter von zirka 130 lemkischen Dörfern in den Sandezer Beskiden und den westlichen Niederen Beskiden statt. Im Gegensatz zur lemkischen Republik in Komańcza lehnten sie die ukrainische nationale Bewegung und später die Union mit der Westukrainischen Volksrepublik ab und neigten aus taktischen Gründen zur Zugehörigkeit zur Tschechoslowakei mit den dortigen Russinen, obwohl es auch Anhänger des irrealen Anschlusses an Russland gab. Die sowjetophile usurpatorische Republik erhob Anspruch auf die Gebiete von der Podhale im Westen bis Sanok im Osten, aber in der Wirklichkeit beeinflusste sie nur einige Dutzend Dörfer in der Umgebung von Florynka, wo sie eine eigene Polizei, eigene Rechtsgerichte organisierte. Die Aktivisten knüpften auch Kontakte mit der Tschechoslowakei, wurden aber im Frühling 1919 von der polnischen Verwaltung praktisch ausgebremst, als Teile der Aktivisten verhaftet wurden. Die Lemken wollten Florynka zur Hauptstadt des lemkischen Staates auch im März 1920 machen und postulierten eine Volksabstimmung. Die übrigen Aktivisten wurden im Januar 1921 verhaftet. Sie wurden in einem eintägigen Gericht in Nowy Sącz im Juni vom Vorwurf des Hochverrats freigesprochen, weil sie in gutem Glauben handelten.

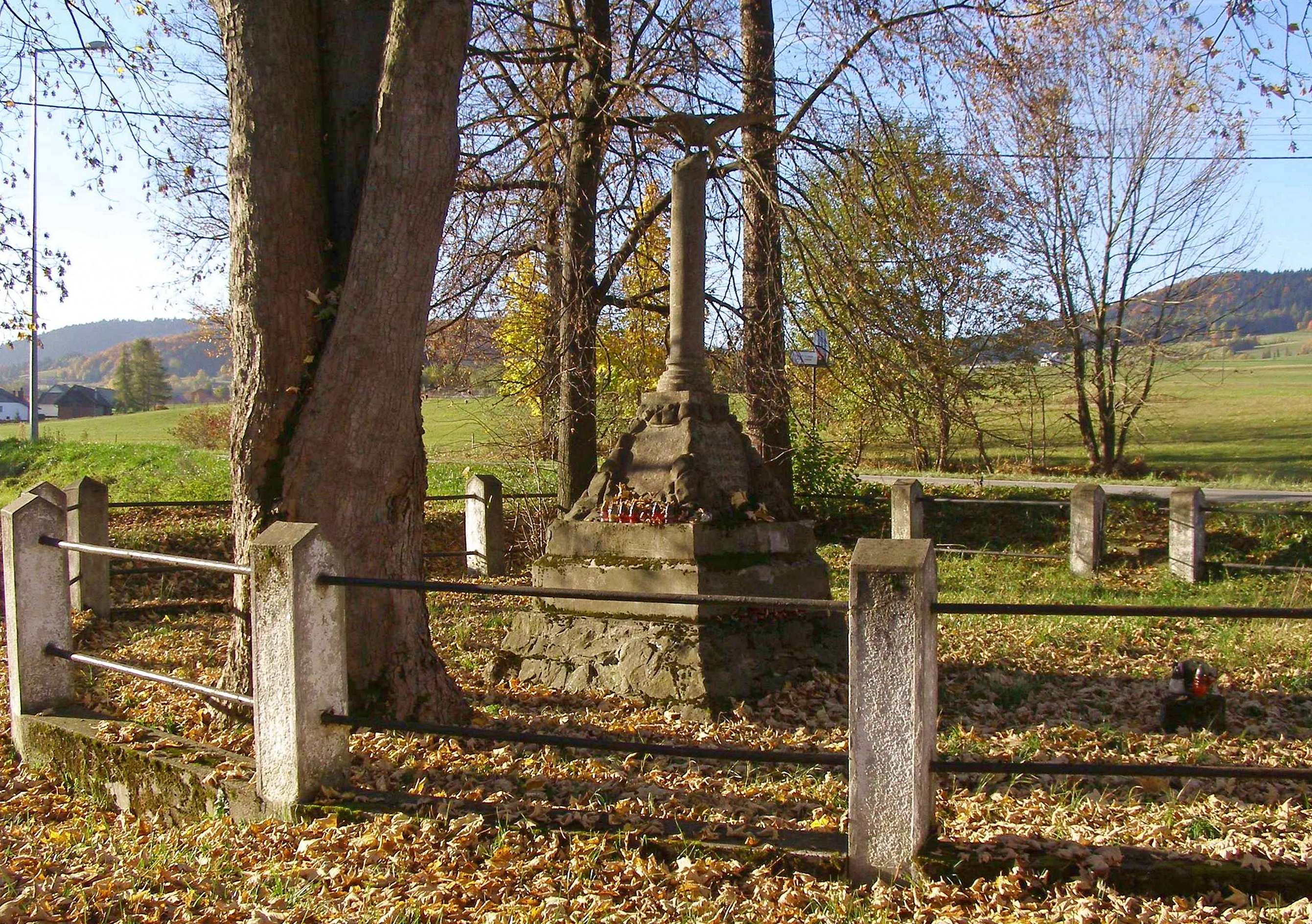
Soldatenfriedhof #126 aus dem Ersten Weltkrieg

Nach der Besetzung Polens durch die Wehrmacht im Zweiten Weltkrieg gehörte es zum Distrikt Krakau im Generalgouvernement. Nach dem Krieg wurden die örtlichen Lemken zwangsweise in der Aktion Weichsel ausgesiedelt.
Von 1975 bis 1998 gehörte Florynka zur Woiwodschaft Nowy Sącz.

## Persönlichkeiten
- Emil Czyrniański (1824–1888), polnischer Chemiker